# Abraham Mapu

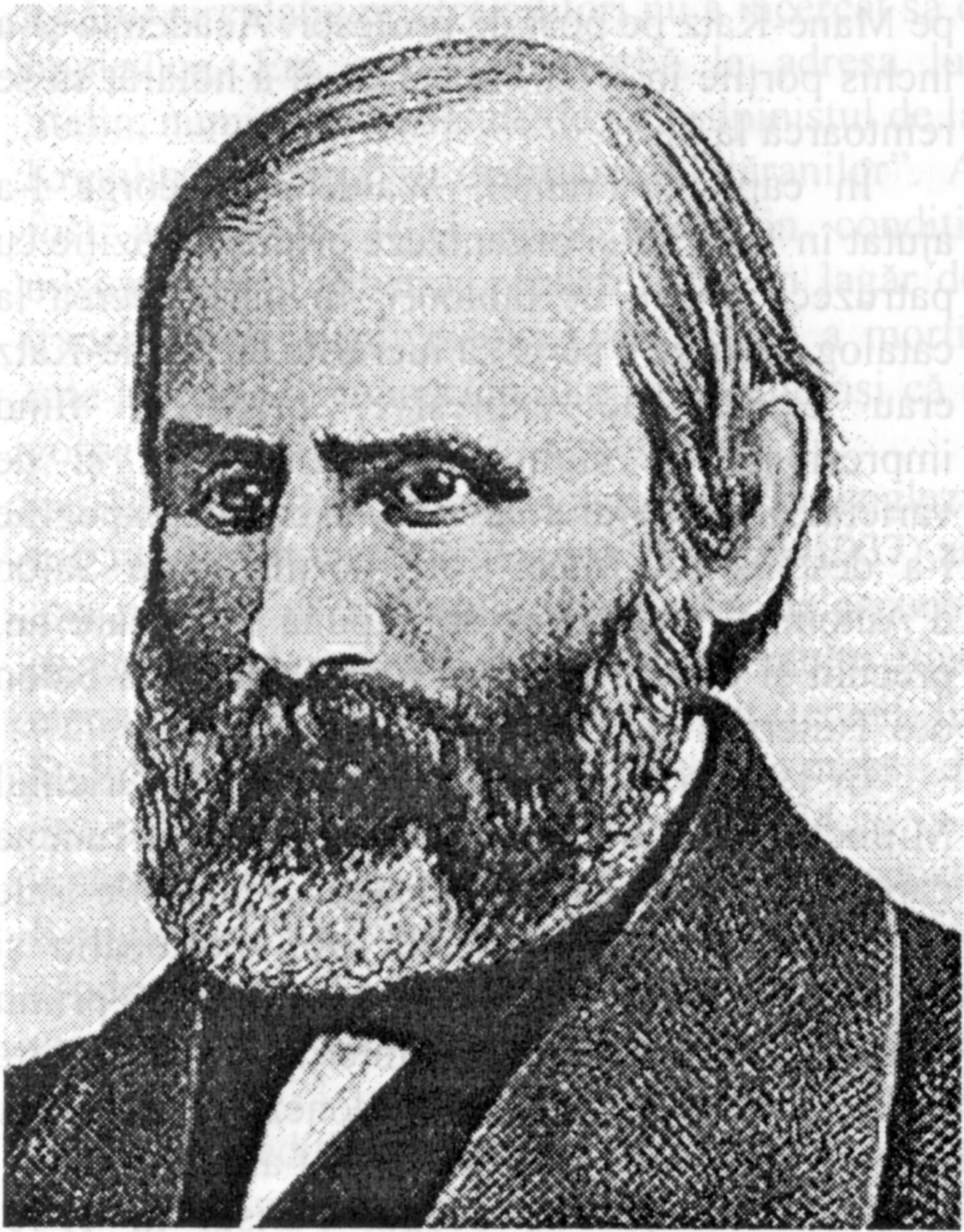
Abraham Mapu

Abraham Mapu (geboren 10. Januar 1808 in Slobodka, einem Vorort von Kaunas, Russisches Kaiserreich; gestorben 9. Oktober 1867 in Königsberg i. Pr.) war ein jüdischer Schriftsteller. Er ist der Schöpfer des modernen hebräischen Romans.

## Leben
Als Sohn eines armen Schullehrers wuchs Abraham Mapu in einer ärmlichen Vorstadt der litauischen Stadt Kaunas auf, wo er sich früh als brillanter Schüler auszeichnete. Nach seiner ersten Heirat im Alter von 17 Jahren studierte er im Hause seines wohlhabenden Schwiegervaters in Kaunas. Eine Ausgabe der Psalmen mit lateinischer Übersetzung, die er im Hause eines Freundes in Kaunas namens Elias Ragoler gefunden hatte, weckte sein Interesse für die lateinische Sprache, die zu dieser Zeit unter orthodoxen Juden in Osteuropa unbekannt war. Trotz der Gegnerschaft orthodoxer Kreise gegen das Erlernen von Sprachen eignete er sich auch Kenntnisse in Französisch, Deutsch und Russisch an, studierte daneben die Bibel, hebräische Grammatik und moderne Literatur und wurde unter den Juden im russischen Kaiserreich zu einem führenden Vertreter der Haskala.
Mapu war jahrzehntelang als Haus- und Schullehrer tätig und tat sich schwer, für das Auskommen seiner Familie zu sorgen. Nachdem seine Frau 1846 gestorben war, verbrachte er einige Jahre in Wilna, bis er nach Kaunas zurückkehrte und 1851 ein zweites Mal heiratete. Die 1850er Jahre waren für ihn privat und beruflich erfolgreich. 1857 erhielt er von Awraam Sergejewitsch Norow, dem russischen Minister für öffentliche Einrichtungen und Volksaufklärung, einen persönlichen Glückwunsch, den er mit einem Dankgedicht als Einleitung zu seinem nur als Fragment erhaltenen Roman Chose Chesionot erwiderte. Nach einer langjährigen Krankheit starb seine zweite Frau 1863. Mapus letzte Jahre waren durch Einsamkeit geprägt und zusätzlich durch eine Krankheit seiner Finger erschwert, die ihm das Schreiben zur Qual machte.
Sein erster Roman Ahawat Zion (1853), an dem er über 20 Jahre lang gearbeitet hatte, wurde ein großer Erfolg. Er erschien in 16 Ausgaben und wurde in zahlreiche Sprachen übersetzt. Das Neuartige an Mapus Romanen ist die Verbindung von Tanach und Einflüssen der französischen Romantik, Alexandre Dumas und Eugène Sue.
Vor allem sein zweiter Roman Ajit Zawua („der bemalte Geier“, d. h. Heuchler), in dem das Schwergewicht auf erzieherische und soziale Reformen gelegt wird, beeinflusste die nachfolgenden hebräischen Autoren, wie Peretz Smolenskin oder Mendele Moicher Sforim. Aufgrund der fanatischen Gegnerschaft der orthodoxen Juden gegenüber der Haskala verbot die russische Zensur das Erscheinen von Chose Chesionot, von dem schließlich nur sieben Kapitel übrig blieben. Sein vierter und letzter Roman, Aschmat Schomron, spielt wiederum zu biblischen Zeiten und erschien in ungefähr zehn Ausgaben.
Neben seinen Romanen veröffentlichte Mapu auch einige Lehrbücher zum Studium des Hebräischen sowie Der Hausfranzose, ein Französisch-Lehrbuch, das auf Deutsch mit hebräischen Buchstaben gedruckt wurde und 1859 in Wilna erschien.
Mapu gilt als literarischer Vorläufer des Zionismus.

## Werke
- Ahawat Zion („Zionsliebe“), historischer Roman (deutsche Übersetzung von Salomon Mandelkern (1864–1902), unter dem Titel Thamar)[1]
- Ajit Zawua („Der Heuchler“), Roman
- Chose Chesionot („Die Visionäre“), Roman
- Aschmat Schomron („Die Schuld von Samaria“), historischer Roman